# Terminal (песня)
Terminal — пятьдесят второй сингл японской певицы Аюми Хамасаки, вышедший 1 октября 2014 года. Впервые песня была издана в альбоме Colours 2 июля 2014 года. Слова написаны Аюми Хамасаки, авторы музыки Armin van Buuren, Benno de Goeij.

Сингл продержался в чарте Орикона 4 недели, после чего вылетел из Топ 200. К 5 ноября 2014 года было продано 4018 копий.

## Список композиций
1. Terminal (Original mix)
2. Terminal (Dub mix)
3. Terminal (HACKJACK remix)